# Lissonota picticoxis
Lissonota picticoxis är en stekelart som beskrevs av Otto Schmiedeknecht 1900. Lissonota picticoxis ingår i släktet Lissonota, och familjen brokparasitsteklar. Utöver nominatformen finns också underarten L. p. nigrithorax.